# Moskau
Moskau è una canzone del 1979, prodotta dal gruppo pop tedesco Dschinghis Khan e facente parte dell'omonimo album. 
È la canzone più famosa del gruppo: appena uscita salì in cima alle classifiche di molti paesi, in particolare l'Australia, dove rimase per 6 settimane e dove venne anche utilizzata come sigla per le Olimpiadi del 1980, tenutesi a Mosca. Sono state incise delle versioni in lingua tedesca e inglese della canzone. Nel corso degli anni sono state registrate numerose cover della canzone in varie lingue in tutto il mondo.
Nel 2004, quasi 20 anni dopo lo scioglimento del gruppo, la canzone ritornò popolare, anche grazie alla sua rapida diffusione su Internet: i 5 membri rimasti (Louis Hendrik Potgieter era morto nel 1994) decisero di ritornare in attività. 
Nel 2006 la canzone ha fatto il suo debutto in un videogioco come canzone riproducibile in Taiko no Tatsujin Portable 2. È anche stata inserita come traccia di Just Dance 2014. 
Il 16 settembre 2006 la canzone è stata caricata su YouTube ed è diventata rapidamente un meme di Internet, usata principalmente per accompagnare video comici riguardanti i popoli dell'est Europa.
La canzone è stata anche suonata all'apertura dell'Eurovision Song Contest 2009 a Mosca, in Russia, per la seconda semifinale.
Nel 2018, gli Dschinghis Khan hanno registrato nuovamente "Moskau" con nuovi testi per la Coppa del Mondo FIFA  del 2018, che è stata ospitata in Russia. Per le versioni tedesca e inglese, la voce solista è stata eseguita dall'ex membro degli US5 Jay Khan. Alexander Malinin e sua figlia Ustinya hanno eseguito la versione russa, intitolata "Moskva". La versione spagnola, intitolata "Moscú", è stata eseguita da Jorge Jiménez e Marifer Medrano. 
Per il Capodanno del 2020 il gruppo ha cantato Moskau nella Piazza Rossa di Mosca.
Nel 2024 la canzone riscopre una nuova popolarità, anche tra i più giovani, di tipo "virale" tramite i social network venendo ricondivisa in numerosi reels di instagram e tiktok.